# Zenodoro
Zenodoro (c. 200- c. 140 a. C.) fue un matemático de la Antigua Grecia.

## Vida y trabajo
Poco se sabe sobre la vida de Zenodoro, a pesar de que pudo haber hecho amistad con Filónides, e hizo dos viajes a Atenas, como describe la biografía de Filónides. Por el estilo de su escritura, se sabe que vivió no mucho más tarde que Arquímedes.
Es mencionado en Diocles en Espejos en llamas:

Y cuando Zenodoro el astrónomo vino a Arcadia y estuvo entre nosotros, nos preguntó cómo encontrar un espejo tal que cuando esté colocado de frente al sol, los rayos reflejados por él converjan en un punto y así causen una combustión
Diocles.Espejos en llamas

. Zenodoro es conocido como autor del tratado Sobre las figuras isométricas, ahora perdido. Afortunadamente,  sabemos muchas de sus proposiciones gracias al comentario de Teón de Alejandría sobre la Syntaxis de Claudio Ptolomeo. En su Sobre las figuras isométricas, Zenodoro estudia las áreas y perímetros de diferentes figuras geométricas.  Las proposiciones más importantes probadas por él son:
1. De todos los polígonos regulares de perímetro igual, el de área mayor es el que tiene más ángulos.
2. Un círculo es mayor que cualquier polígono regular de contorno igual.
3. De todos los polígonos del mismo número de lados y perímetro igual, el equilátero y equiangular es el mayor en área.
4. De todas las figuras sólidas cuyas superficies son iguales, la esfera es la mayor en contenido sólido.[2]